# Altmühlsee
Der Altmühlsee ist ein Stausee rund 44 km (Luftlinie) südwestlich von Nürnberg im Landkreis Weißenburg-Gunzenhausen im bayerischen Mittelfranken. Er gehört mit mehreren großen Seen in der Umgebung zum Fränkischen Seenland.

## Geografie

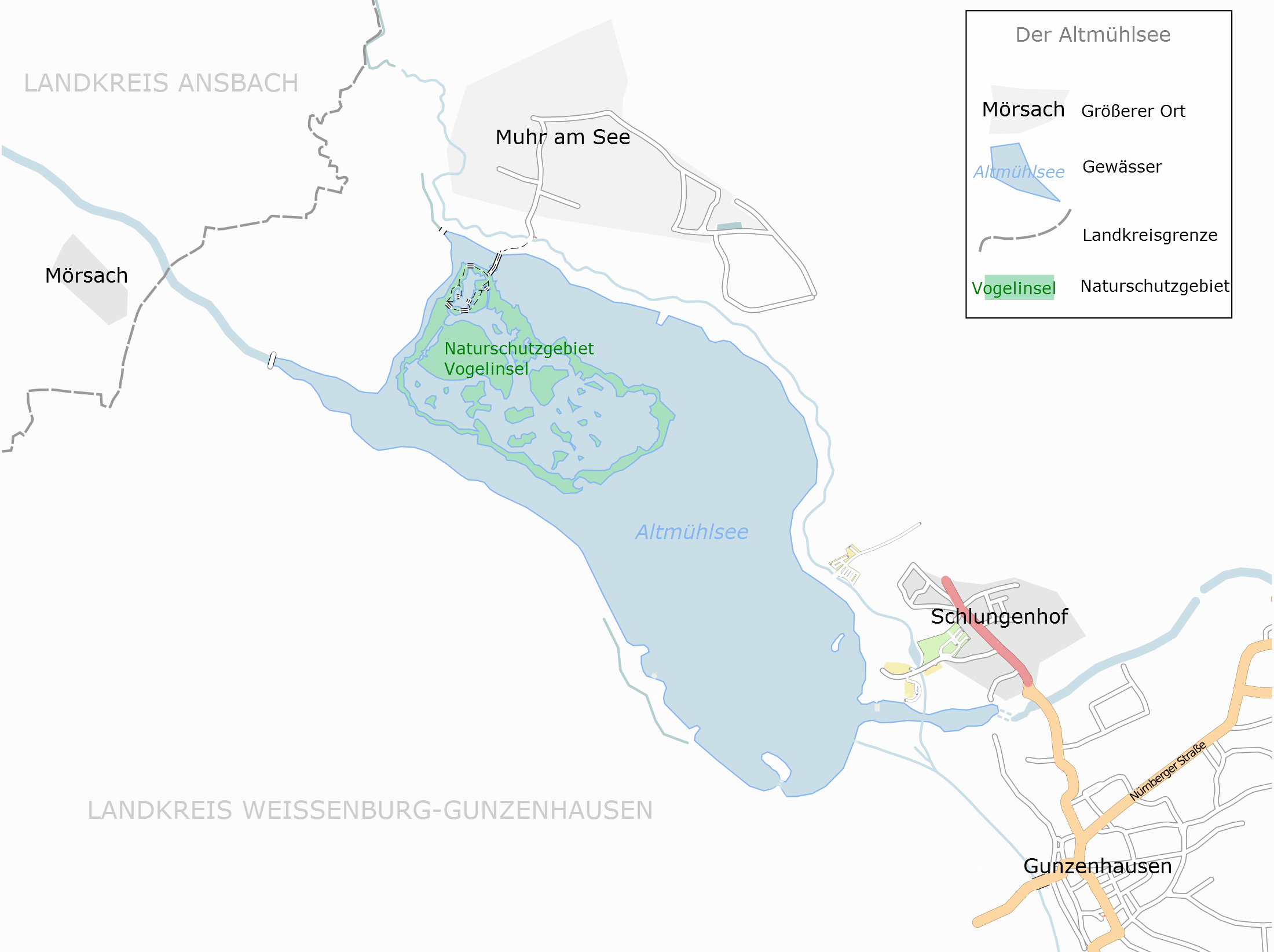
Karte des Altmühlsees

Hochwasserspitzen der Altmühl speisen über den Altmühlzuleiter beim Ornbauer Ortsteil Gern das flach ausgedehnte Gewässer in den recht weiten Auen des ehemaligen Flussbettes. Der Altmühlsee ist 4 km lang, bis zu 1,7 km breit und hat eine Fläche von 4,5 km². Er ist 2,5 bis maximal 3 m tief und staut bis zu 13,8 Mio. m³ Wasser. Etwa einen halben Kilometer vom Nordrand des Sees entfernt liegt der Ort Muhr am See, etwa einen  Kilometer vom östlichen Ufer entfernt beginnt die Siedlungsbebauung der Stadt Gunzenhausen. Einige kleinere Orte im Südwesten haben nur wenige hundert Meter Abstand zum See. Prägnant ist der Fortsatz im Osten beim Seezentrum Schlungenhof, in dem sich der Schiffsanleger der MS Altmühlsee befindet. Weiterhin gibt es dort am Abfluss der Altmühl ein Clubhaus, jeweils ca. 100 Land- und Wasserliegeplätze mit Steganlage für Kleinfahrzeuge, eine Slipstelle, einen Bootskran mit 2 t Tragfähigkeit sowie eine Ladesäule für Elektroboote.
Knapp die Hälfte der Seefläche im Nordwesten ist als Naturschutzgebiet ausgewiesen, davon nehmen 125 Hektar die Vogelfreistätte Flachwasser- und Inselzone im Altmühlsee ein, die sich aus zahlreichen Einzelinseln zusammensetzt. Nahe am Südufer des Sees liegt die knapp anderthalb Hektar große Hirteninsel.

## Geschichte
Das Bauvorhaben Fränkisches Seenland, zu dem der Altmühlsee gehört, wurde auf Initiative des Abgeordneten Ernst Lechner am 16. Juli 1970 vom Bayerischen Landtag beschlossen, am 4. Juli 1974 erfolgte der Stollenanschlag für den Altmühlüberleiter durch Minister Bruno Merk. Die Flutung des Altmühlsees begann im Februar 1985, später im Jahr begann die Überleitung zum Brombachsee. Die sogenannte Brombachüberleitung von Wasser aus dem Altmühlsee, über den Altmühlüberleiter sowie den Kleinen und Großen Brombachsee trägt mit planmäßig bis zu 25 Mio. m³ pro Jahr seither zu etwa einem Sechstel zu der Donau-Main-Überleitung bei.
Für den Bau wurde eigens eine Behörde geschaffen, das Talsperren-Neubauamt Nürnberg. Seit dem Abschluss der Bauarbeiten wird der Altmühlüberleiter vom Wasserwirtschaftsamt Ansbach (WWA Ansbach) betreut. Die Steuerung des gesamten Wasserhaushaltes obliegt seit 2012 der Revierzentrale Gösselthalmühle.
Seit 2014 wird die Belastung durch Mikroplastik im Altmühlsee untersucht.

## Staudamm
Das Absperrbauwerk des Altmühlsees ist ein Staudamm, der den See vollständig umringt. Aus Sand und Lehm aufgeschüttet, ist es 3 bis 5,5 m hoch und mit seiner Kronenlänge von 12,5 km die längste Stauanlage in Deutschland. Im Kern des Bauwerks steht eine mehrere Meter hohe, senkrecht bis zu den wasserundurchlässigen Bodenschichten in den Erdboden eingerüttelte Dichtwand aus 6 bis 8 cm starken Stahlbohlen.
Der Zufluss führte in den vergangenen Jahren dem See Sedimente zu, die sich aufgrund der äußerst geringen Strömung auf dem Grund ablagerten und ihn verschlammten, was ihn zugleich flacher werden ließ und seine Wasserqualität verschlechterte. Seit September 2015 werden diese Sedimente jeweils im Herbst und Winter abgetragen.

## Nutzung
Der Altmühlsee ist Teil eines Wasserregulierungssystems, das Wasser aus dem wasserreichen Flusssystem des Donaueinzugsgebiets unter der Europäischen Hauptwasserscheide hindurch in das wasserärmere Regnitz-Main-Gebiet überführt. Dabei fließt das ausgelassene Seewasser in leichtem Gefälle über den teils unterirdischen Altmühlüberleiter und den Kleinen Brombachsee in den Großen Brombachsee.
Touristisch wird der See intensiv genutzt. Die weiträumige Landschaft des oberen Altmühltals ist ideal zum Segeln, Surfen und Baden an den zahlreichen Liegewiesen, Bade- und Sandstränden. Das Baden im See wird in manchen Jahren durch eine Algenplage beeinträchtigt.
Ein 12,5 km langer Wander- und Radweg führt rund um den See.
Eine Schifffahrtslinie, auf der die MS Altmühlsee verkehrt, verbindet die drei Seezentren (Wald, Muhr am See und Schlungenhof). Neben diesen gibt es am Altmühlsee noch ein Surfzentrum, eine Surf- und Segelschule, zwei Campingplätze, mehrere Gaststätten und Kioske, 1800 Parkplätze sowie am Zuleiter zwei Erholungsanlagen.
Am dritten Samstag im Juli findet der Altmühlseelauf statt und in den Sommermonaten die Freilichttheaterspielreihe Altmühlsee-Festspiele.

## Flora und Fauna
Am Altmühlsee brütet die größte Kolonie der seltenen Schwarzkopfmöwe in Bayern. Weitere ungewöhnliche Brutvögel sind Kanadagans,  Knäkente, Löffelente, Kolbenente, Zwergdommel, Rohrweihe und Mittelmeermöwe. Ende Juli 2023 wurden zwei Jungvögel des Kuhreihers am Altmühlsee nachgewiesen. Laut LBV brütete damit zum ersten Mal ein Kuhreiher-Paar in Deutschland.
Im Altmühlsee leben verschiedene in Mitteleuropa heimische Fischarten, darunter Hechte, Zander, Aale, Brassen, Welse sowie Barsch- und Weißfischarten.

## Zwischenfälle
- Am 20. Juli 2008 verunglückte ein Kitesurfer am Altmühlsee in einer Windböe und brach sich dabei das Genick.[13]
- Am 24. Mai 2009 kenterten bei einer Regatta 21 Katamarane in starken Sturmböen. Eine Person wurde hierbei verletzt.[14]
- Am 5. Juli 2012 brannte das Surfzentrum am Altmühlsee vollständig nieder. Es entstand Sachschaden in Millionenhöhe, die Anwohner konnten sich rechtzeitig in Sicherheit bringen.[15]
- Am 3. März 2018 brach ein Fußgänger auf der nicht freigegebenen Eisfläche des Sees ein. Ein Feuerwehrmann brach bei den Rettungsversuchen ebenfalls ein. Während der Helfer gerettet werden konnte, ging der Fußgänger unter und trieb ab. Sein Leichnam konnte erst am Folgetag mit einem Sonar geortet und geborgen werden.[16][17]

## Impressionen

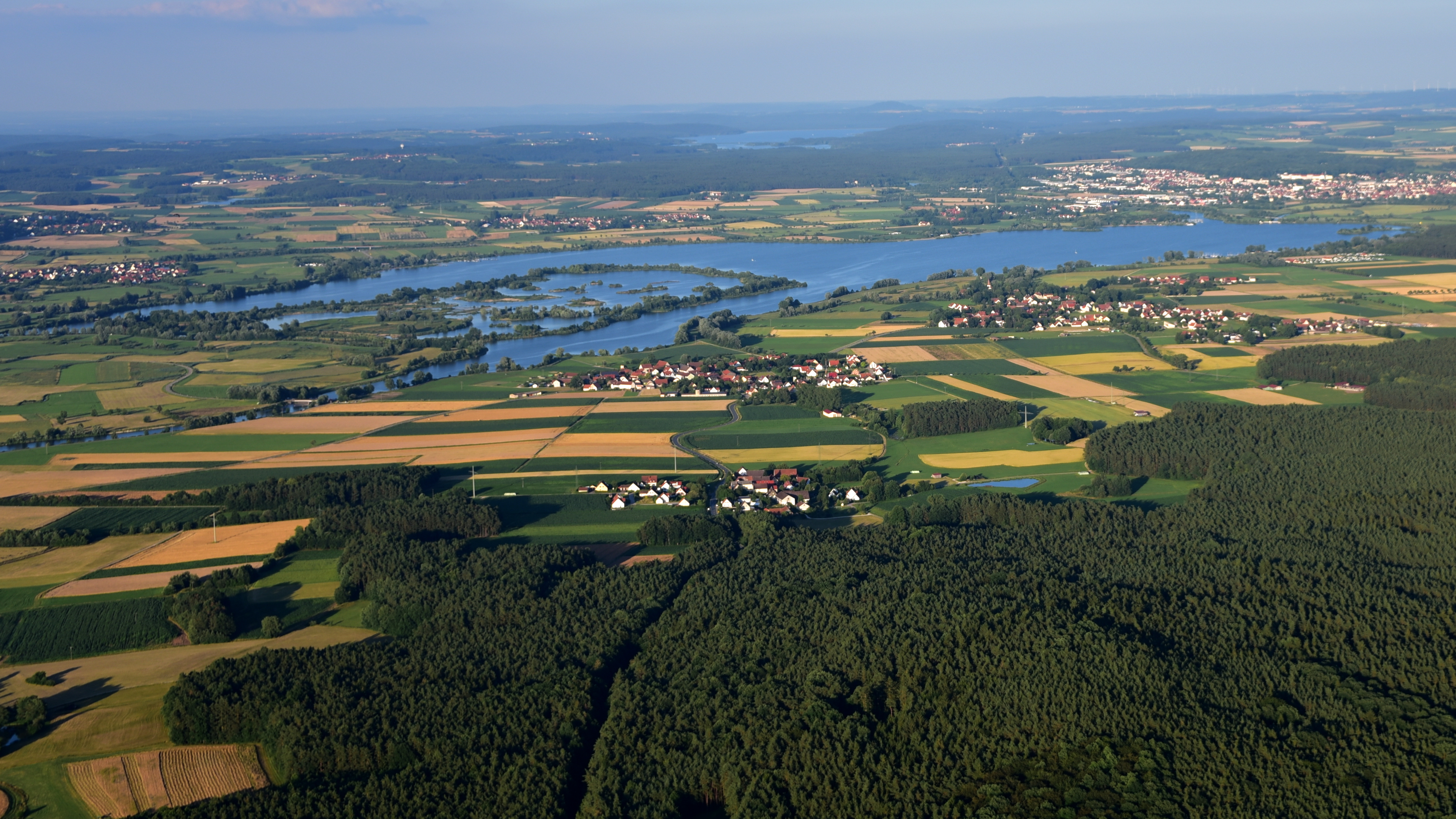
Altmühlsee, Luftaufnahme (2016)
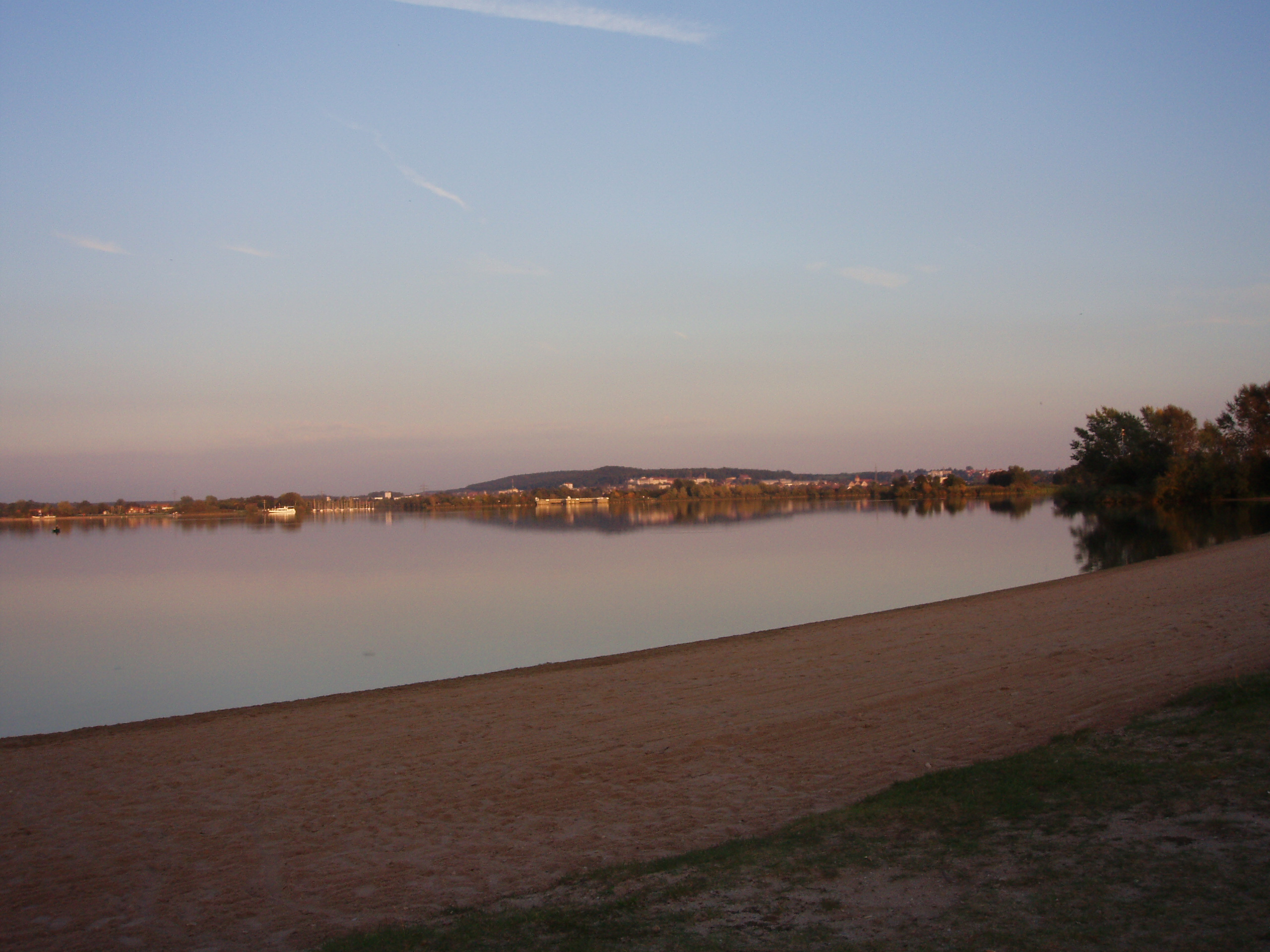
Badestrand beim Seezentrum Wald
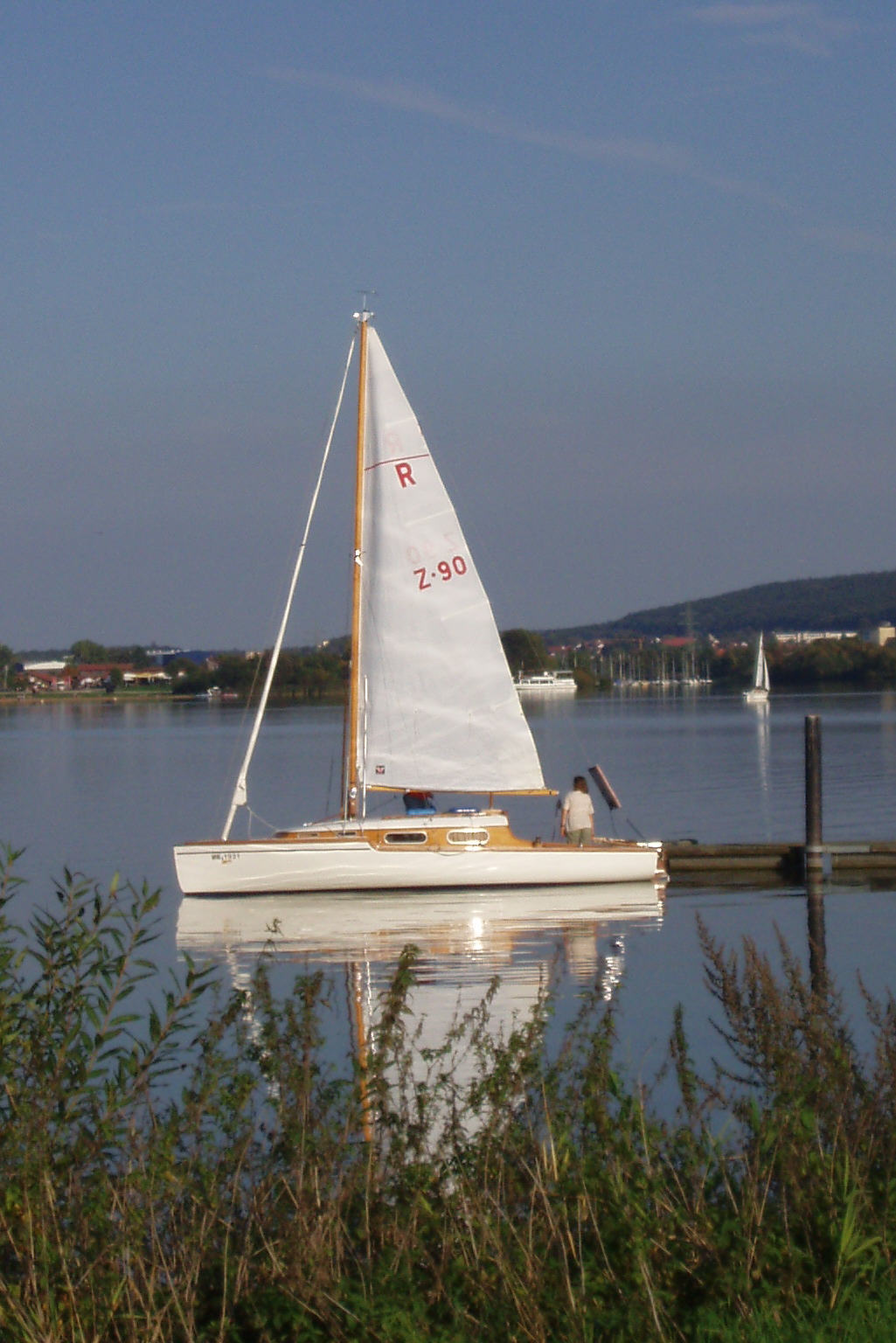
Segler auf dem Altmühlsee
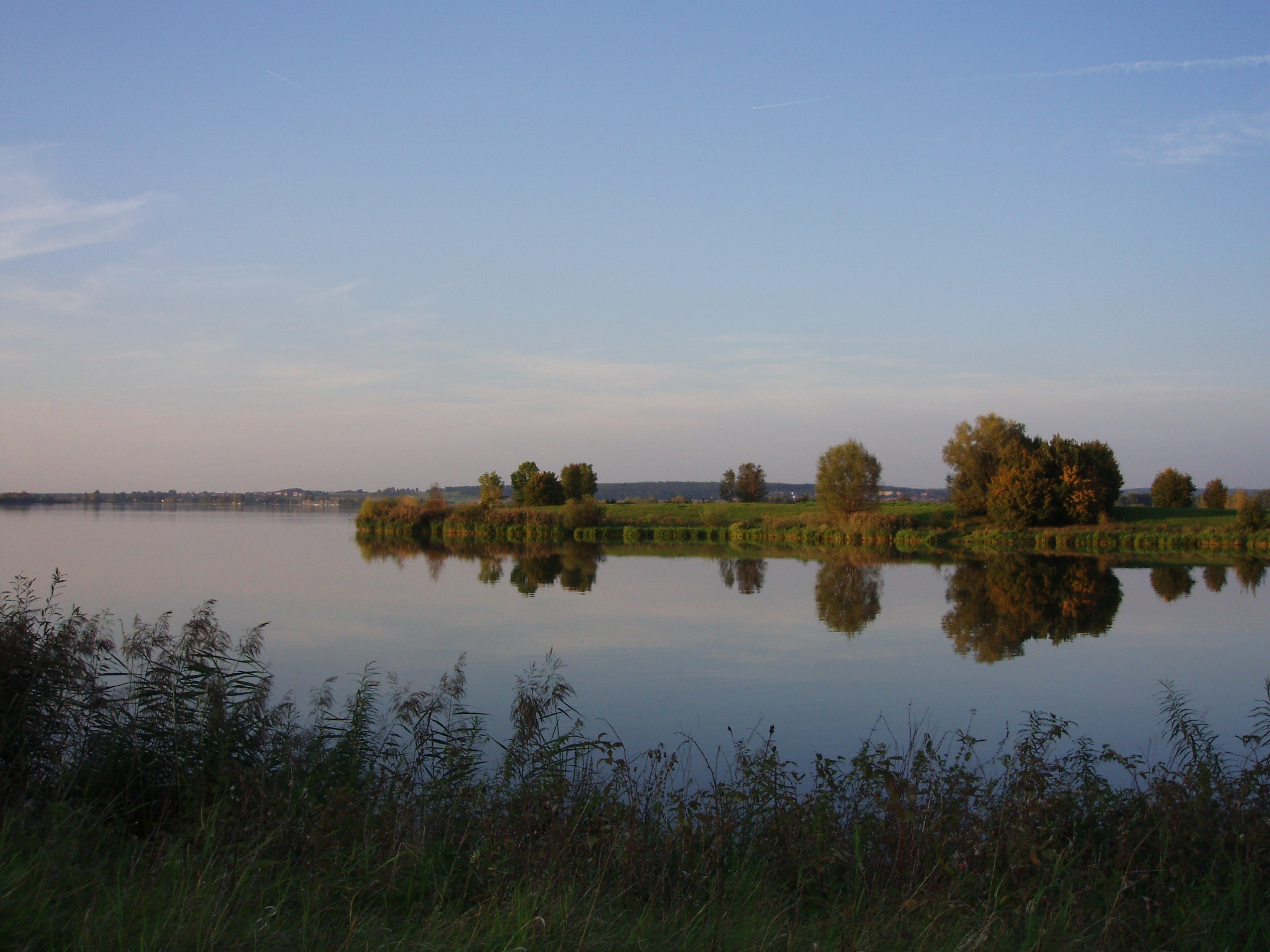
Altmühlsee mit einem Teil der Hirteninsel
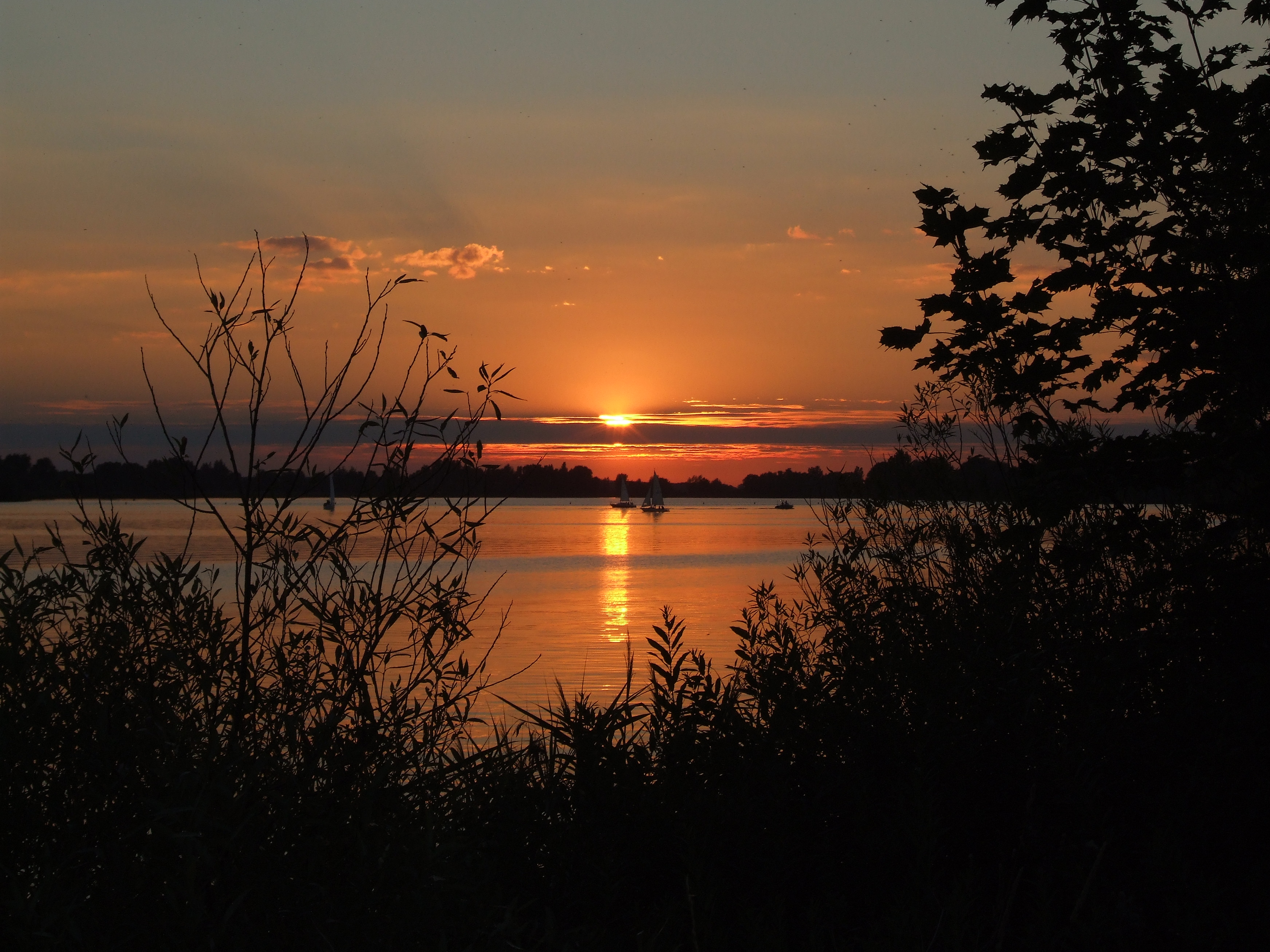
Sonnenuntergang über dem Altmühlsee bei Muhr
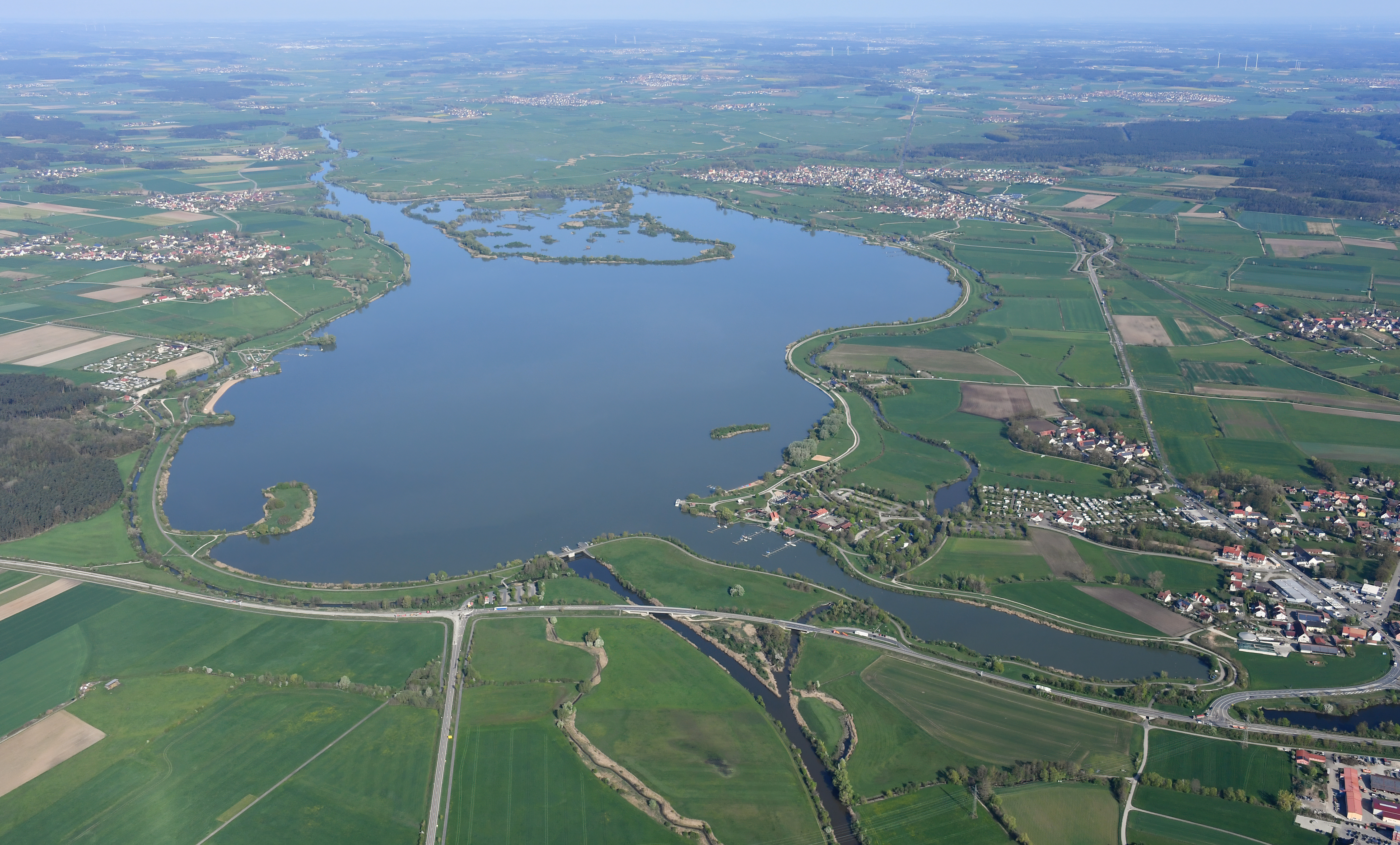
Luftaufnahme aus Südosten
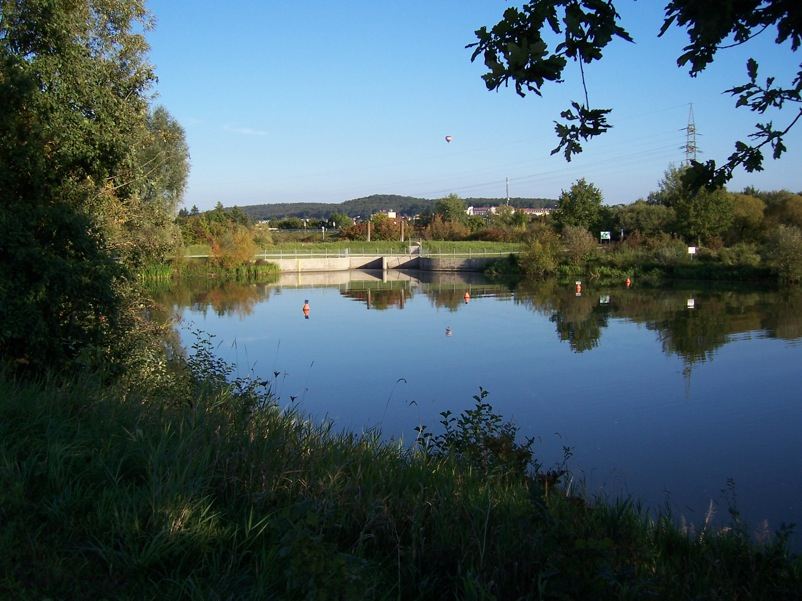
Auslassdüker des Altmühlüberleiters am Südostende des Altmühlsees
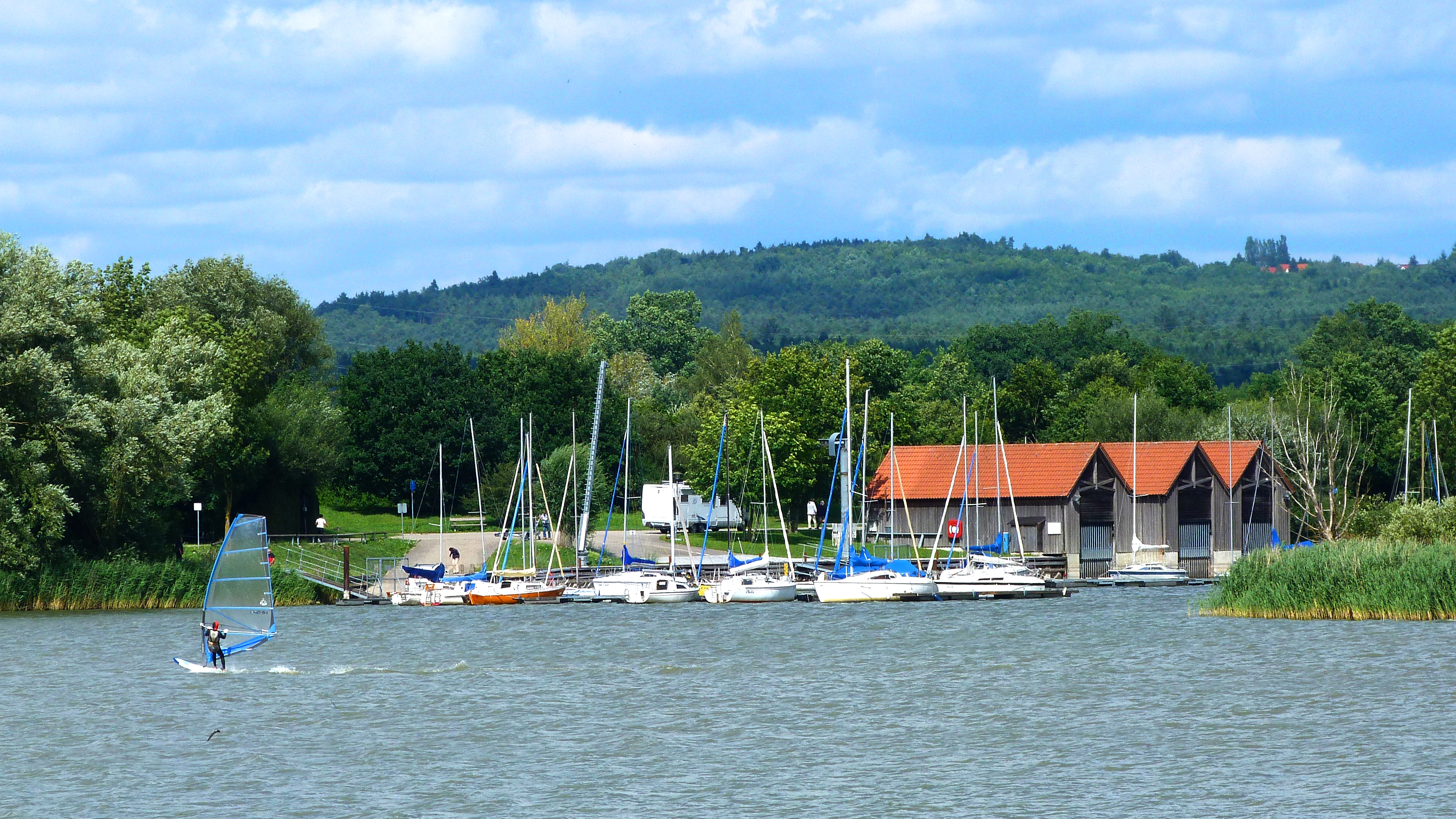
Hafen Schlungenhof
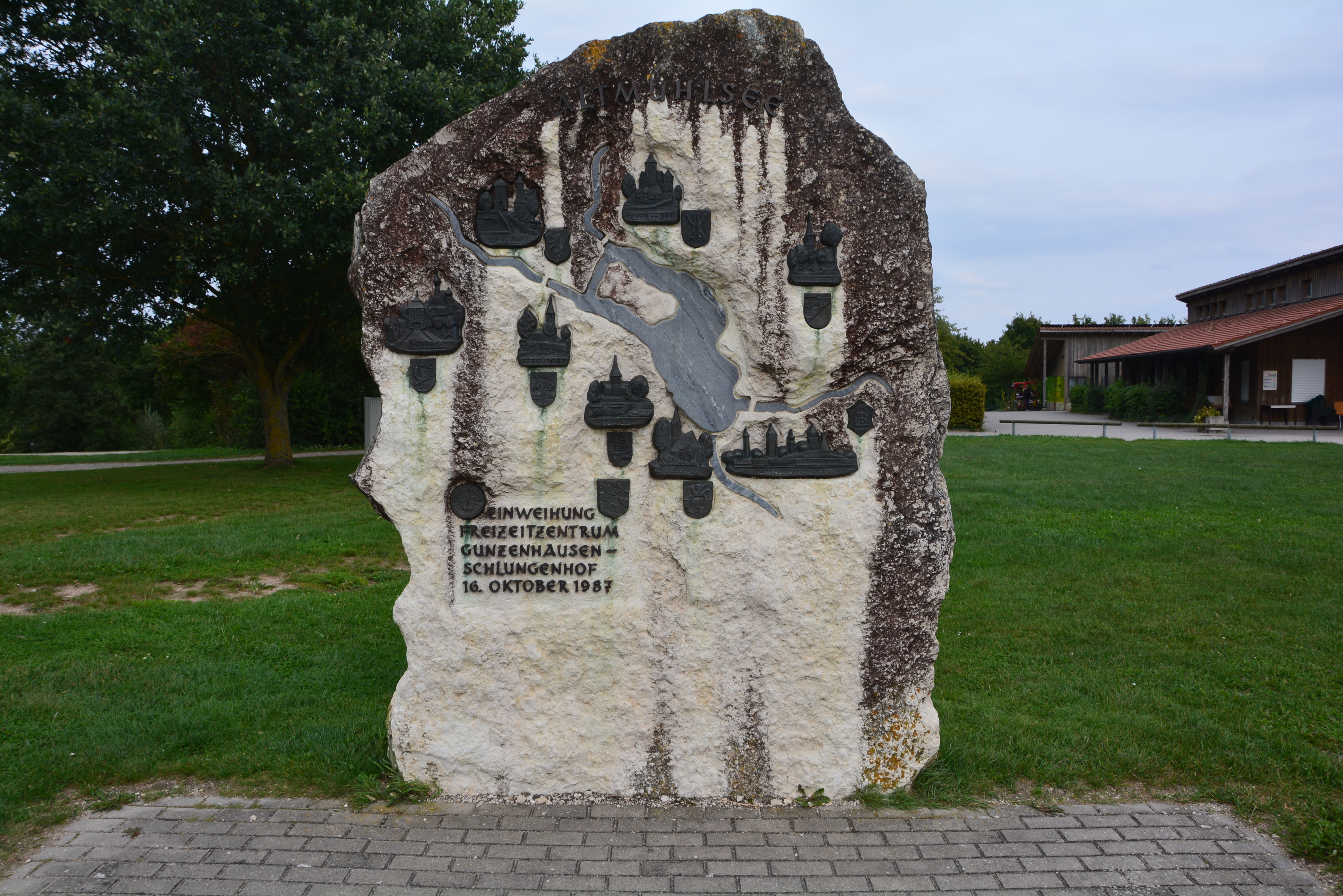
Gedenkstein zur Einweihung des Freizeitparkes 1987